# Blaison-Saint-Sulpice
Blaison-Saint-Sulpice is een gemeente in het Franse departement Maine-et-Loire (regio Pays de la Loire). De plaats maakt deel uit van het arrondissement Angers. Blaison-Saint-Sulpice is op 1 januari 2016 ontstaan door de fusie van de gemeenten Blaison-Gohier en Saint-Sulpice. De gemeente telde 1.317 inwoners op 1 januari 2022.

## Geografie
De oppervlakte van Blaison-Saint-Sulpice bedroeg op 1 januari 2022 24,35 vierkante kilometer; de bevolkingsdichtheid was toen 54,1 inwoners per km².

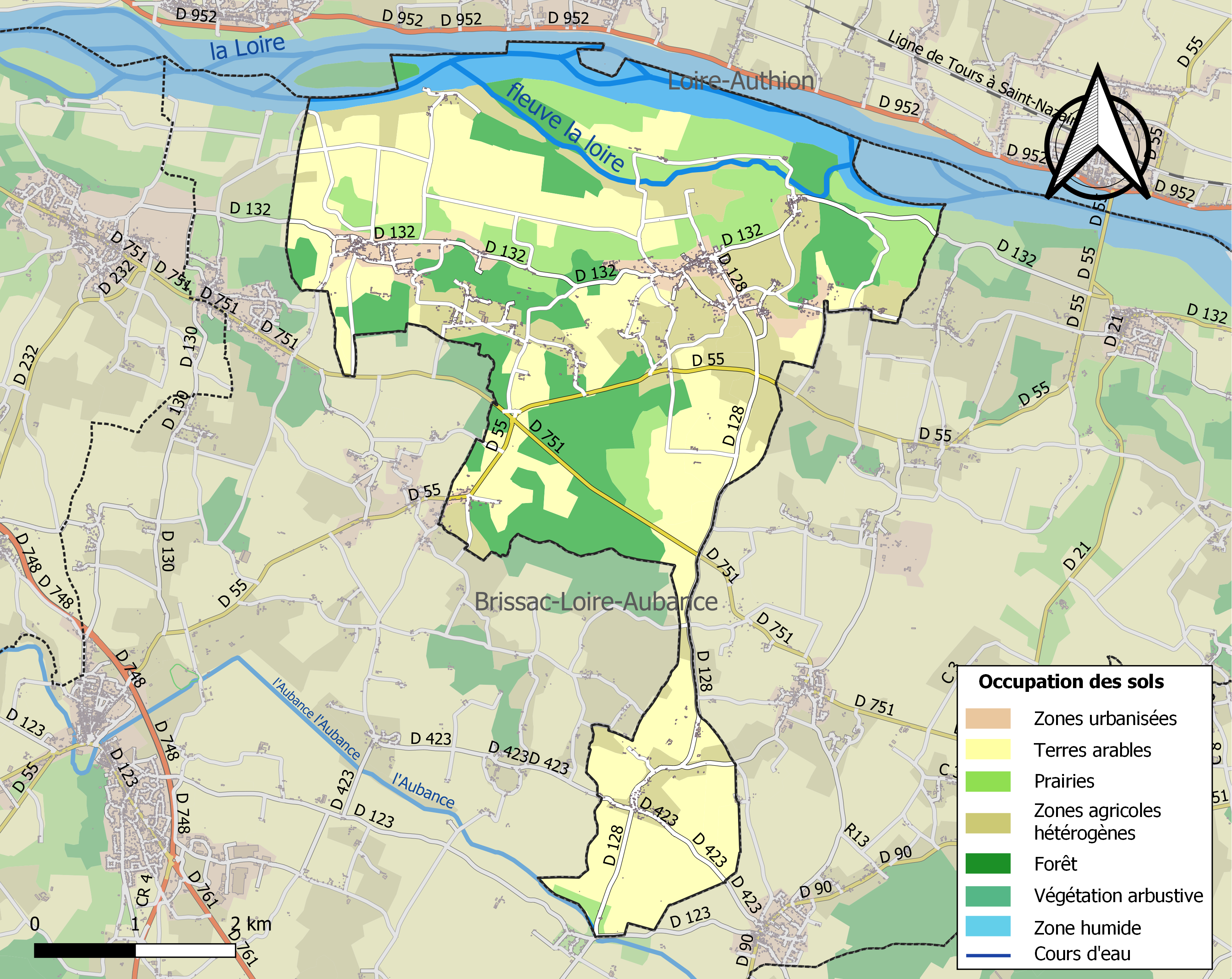
Kaart van de gemeente met de belangrijkste infrastructuur, bodemgebruik en omliggende gemeenten